# 毛昶熙
毛昶熙（1817年—1882年），字旭初，號鏡海，河南武陟人，晚清政治人物。

## 生平
父毛樹棠，嘉慶二十二年（1817年）進士，官至户部侍郎。
毛昶熙生於仁宗嘉慶二十二年（1817年）。宣宗道光十九年（1839年）己亥科舉人，道光二十五年（1845年）乙巳恩科進士。選庶吉士，散館授檢討。
文宗咸豐五年（1855年）迁御史，轉給事中。咸豐八年（1858年）任順天府丞，胡林翼密疏大力保薦。咸豐十年（1860年）加左副都御史銜，受命前往河南督辦團練，方才到任即規劃全局，定条規十二事，練兵圍剿捻軍，連戰連捷。歷升順天府尹、太僕寺卿、內閣學士，仍留軍中。
穆宗即位，用軍事密疏上奏謀劃剿捻方略，并繼續盡力清剿，到同治二年（1863年）冬，淮北基本平定，被調回京任職，因汝南軍情緊急未成行。同治四年（1865年）僧格林沁在曹州戰死，各軍都受到追究，毛也被革職留任，奉詔回京。同治六年（1867年）調戶部任職，次年擢左都御史，兼署工部尚書。同治八年（1869年）授工部尚书，在總理各國事務衙門行走。次年偕同治理總督曾國藩處理天津教案，暫署三口通商大臣。同治十一年（1862年）調吏部尚書。同治十三年（1864年）兼翰林院掌院學士。徳宗光緒四年（1878年）因母喪，丁憂去職。守喪結束，仍回總理各國事務衙門行走，兼翰林院掌院學士。光緒八年（1882年）授兵部尚書，不久病卒。追贈太子少保，諡文達。《清史稿》有傳。

## 墓葬
毛昶熙墓在今博爱下庄村，現為博愛縣文物保護單位。

## 延伸阅读
[在维基数据编辑]
 《清史稿/卷418》，出自趙爾巽《清史稿》
 在维基共享资源阅览影像

## 外部連結
- 毛昶熙 （页面存档备份，存于）
- 毛家花园轶事[永久] 焦作晚報

| 官衔          | 官衔                                                                             | 官衔          |
| ------------- | -------------------------------------------------------------------------------- | ------------- |
| 前任： 單懋謙 | 吏部漢尚書 同治十一年八月庚申－光緒四年五月戊辰 （1872年9月10日－1878年6月10日） | 繼任： 萬青藜 |
| 前任： 李鴻藻 | 兵部漢尚書 光緒八年正月辛亥－光緒八年二月丁卯 （1882年3月13日－1882年3月29日）   | 繼任： 張之萬 |